# Andriej Surmaczewski
Andriej Surmaczewski (ros. Андрей Сурмачевский; ur. 22 czerwca 1996 w Rybińsku) – rosyjski siatkarz, grający na pozycji przyjmującego. Od sezonu 2018/2019 występuje w drużynie Zenit Kazań.

## Sukcesy klubowe
Superpuchar Rosji:
- 2018, 2020

Puchar Rosji:
- 2018[2], 2019, 2021[3]

Wicemistrzostwo Rosji:
- 2019, 2020

Liga Mistrzów:
- 2019

Klubowe Mistrzostwa Świata:
- 2019

## Sukcesy reprezentacyjne
Mistrzostwa Świata Kadetów:
- 2013

Mistrzostwa Europy Juniorów:
- 2014

Letnia Uniwersjada:
- 2019